# Тапа
Тапа (ест. Tapa: „убити“) је град у округу Љаене-Виру у северној Естонији, а удаљен је 80 km од Талина. Други је град по величини у округу. Важно је прометно средиште због превоза руске нафте и дрва, али и због железнице којој Тапа дугује своје постојање.
Тапа је основана 1917. године, а службено је призната као град 1926. У граду постоји војна база естонске војске. Музеј Тапа је отворен 10. јуна 2004. године, а прикупља и приказује предмете, укључујући фотографије и документе везане уз историју и културу Тапе.
Након одласка совјетских војника и њихових породица, градско становништво пало је са 10.395 (1989.) на 6.496 (2007.), а град заузима површину од 17,32 km².

## Градови пријатељи
Град Тапа је побратимљен или има неки вид сарадње са:
- Ака, Финска
- Прец, Немачка
- Добеле, Летонија
- Троса, Шведска
- Кјумберланд, САД